# ファン・ベレステイン家の一員と思われる男性の肖像
『ファン・ベレステイン家の一員と思われる男性の肖像』（ファン・ベレステインけのいちいんとおもわれるだんせいのしょうぞう、英: Portrait of a Man, probably a Member of the Van Beresteyn Family）、または『ある男性の肖像』（あるだんせいのしょうぞう、蘭: Portret van een man、英: Portrait of a Man）は、17世紀オランダ黄金時代の巨匠レンブラント・ファン・レインが1632年にキャンバス上に油彩で制作した肖像画である。石臼型カラーに替わって1630年代の新しいファンションであったレースのカラーを着けた男性を表しており、『ファン・ベレステイン家の一員と思われる女性の肖像』の対となる作品である。レンブラントの対となる肖像画は、ごくわずかしか現存していない。両作品とも、H.O.ハヴマイアー夫人の遺贈で、1929年にニューヨークのメトロポリタン美術館に収蔵された。

## 作品
モデルの男性は、おそらくコルネリス・ファン・ベレステイン (Cornelis van Beresteyn、1586–1638年) である。彼はデルフトの富裕な市長であった。彼の抑制されたポーズとしかつめらしい表情は、レンブラントがアムステルダムの人物を描いた時に付与した動きと親しみやすさとは対照的である。当時、デルフトとその隣の宮廷都市ハーグの肖像画は、1500年代半ばのスペインの宮廷肖像画に遡る伝統に即し、きわめて保守的なものであった。レンブラントは、1632年にわずかの肖像画を描いたことが知られている。
この絵画は、1914年に、研究者ホフステーデ・デ・フロートにより以下のように記述されている。
624番。ファン・ベレンステイン＝フフト (Van Beresteyn-Vucht) 家の男性。4分の3身体像、等身大。50歳くらい。彼は、やや右側に身体を傾けて立っており、自分の真正面を見ている。帽子は被っていない。白髪交じりの髪の毛を立てた髪型をしており、先の尖った顎髭を生やしている。右手を胸の上に置いている。手袋をした左手はもう一方の手袋を掴み、マントから覗いている。灰色と黒の縞模様のある絹のコート、ぴったりとしたレース付きのプリーツのあるカラー、細いカフスを身に着けている。明るい光が上方左側から射し込んでいる。暗灰色の背景で、右側は光に照らされている。絵画は、新しいキャンバスに移し替えられた時に大きな損傷を受けている。モデルについては、何も知られていない。母方の家系を通して、ベレンステイン家につながるどこかの家族に属していたのかもしれない。[対作品 625番] 。右肘に描かれている線の上に「RH L van Ryn 1632」の署名あり。キャンバス、縦44と1/2インチ、横35と1/2インチ。
ニューヨークの故H. O. ハヴマイア―氏のコレクション。
本作は、対となる『ファン・ベレンステイン家の一員と思われる女性の肖像』とともに20世紀の大部分のレンブラント作品目録に含まれているが、 この女性像は最近、レンブラントの真作ではないと議論されている。しかし、いまだに同時代の工房と関連付けられ、対作品とされている。様々な試みにもかかわらず、来歴はマウリク城 (Chateau Maurik) からハヴマイアーが購入した時点より以前に遡ることができず、ホフステーデ・デ・フロートは、女性像は男性像同様に、女性の所有者から女性の所有者へと継承されたかもしれず、描かれている2人はベレンステイン家とはまったく関連していないかもしれないと述べている。

## ギャラリー

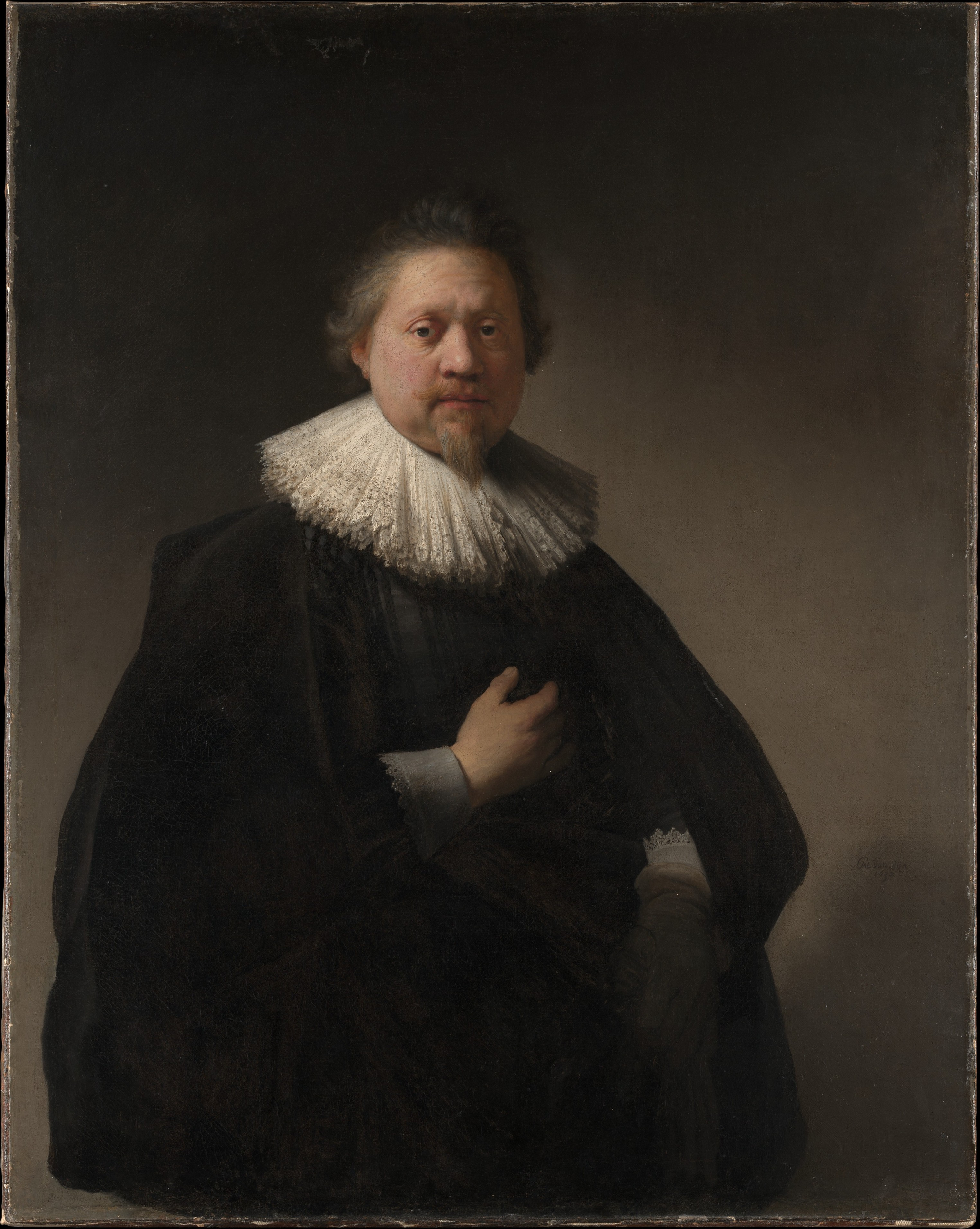
男性像 (左側に配置される)
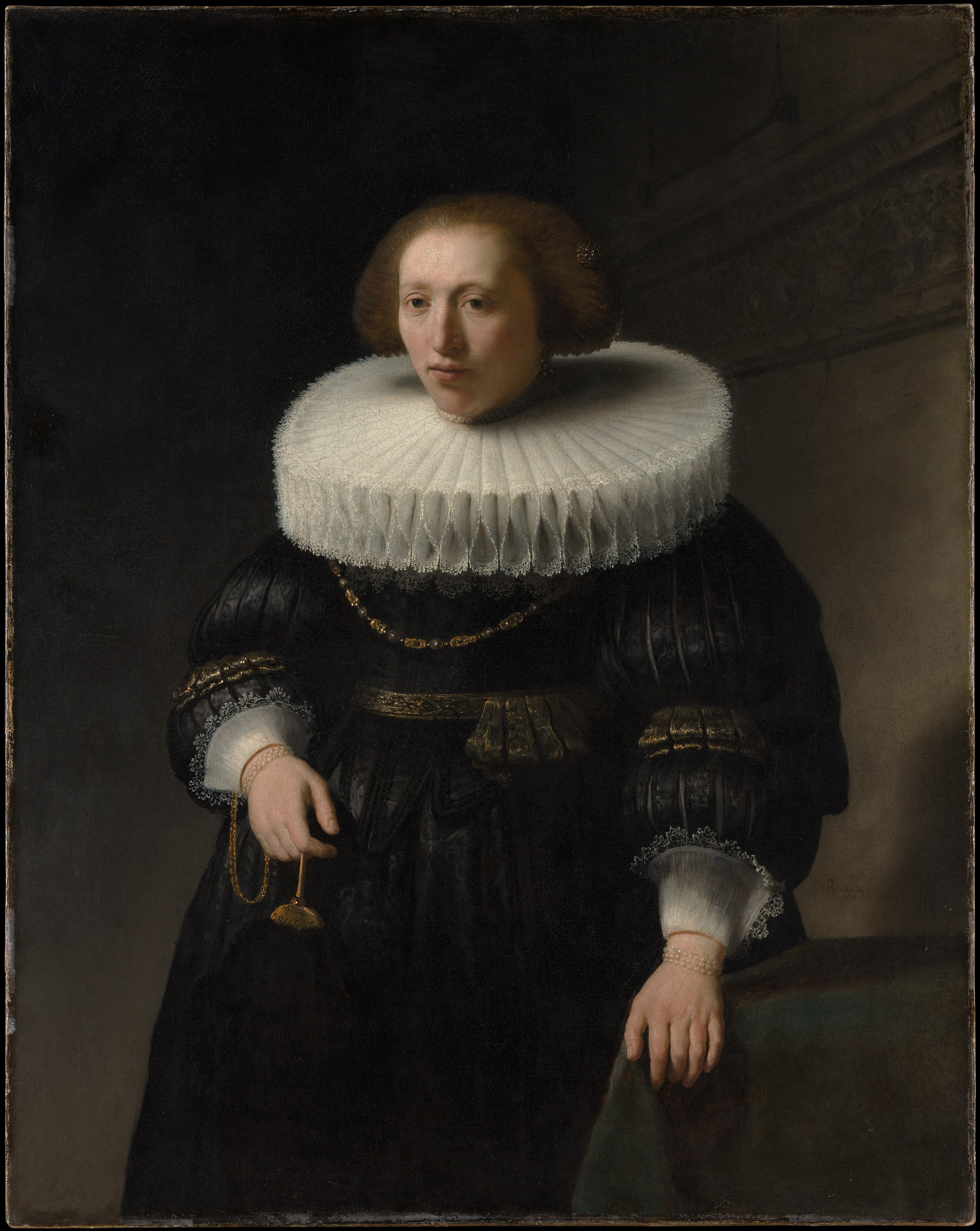
女性像 (右側に配置される)